# ダンディ・ダスト
『ダンディ・ダスト』（英: Dandy Dust）は、1998年に製作されたイギリスの映画。監督は、ハンス・シャイルル。
日本では、1998年に第7回東京国際レズビアン&ゲイ映画祭にて上映された。

## キャスト
- ダンディ・ダスト：ハンス・シャイルル
- スージー・クルーガー
- レオノラ・ロジャース＝ライト
- トレス・トラッシュ・テンペリル